# Eine Lady für den Gangster
Eine Lady für den Gangster ist ein US-amerikanischer Kriminalfilm aus dem Jahr 1946 von Jean Negulesco, der zum Subgenre des Film noir gezählt wird. Die Hauptrollen spielten John Garfield und Geraldine Fitzgerald. Der Film wurde von Warner Bros. produziert und basiert auf dem 1943 erschienenen Roman Nobody Lives Forever von William Riley Burnett.

## Handlung
Nick Blake wird aus dem Militärkrankenhaus in New York entlassen. Er erfährt, dass seine Freundin Toni Blackburn mit dem Geld, das er ihr zu ihrer Absicherung während seines Kriegsdienstes gab, einen Nachtclub eröffnet hat. Mit seinem Freund Al Doyle stattet Nick dem Nachtclub einen Besuch ab. Er findet heraus, dass Toni den Club an Chet King verkauft hat, um einer drohenden Pleite zu entgehen. Außerdem erfährt er, dass Toni und Chet mittlerweile liiert sind. Nick zwingt Chet, das Geld zurückzugeben.
Nick und Al reisen nach Los Angeles zu ihrem Bekannten Pop Gruber. Dessen Partner Doc Gleason hat eine wohlhabende Witwe kennengelernt und plant einen Betrug, um sie auszunehmen. Pop und Al überreden Nick zum Mitmachen. Als Nick Lloyd checkt er im gleichen Hotel ein, in dem die Witwe Gladys Halvorsen mit ihrem Manager Charles Manning abgestiegen ist. Nick ist von Gladys Charme und Schönheit überrascht. Er lernt sie schnell kennen und schon bald verbringen beide viel Zeit miteinander. Nick kann Charles von seinen vorgeblichen Geschäftserfolgen überzeugen. Als er mit Gladys eine Fahrt zur Mission San Juan Capistrano unternimmt, erinnert er sich an die Kirchenruinen, die er während seines Kriegsdienstes in Italien gesehen hat. Er beginnt, seine Beteiligung am Schwindel zu hinterfragen. Seine Zweifel verstärken sich, als ihm klar wird, dass er sich in Gladys verliebt hat.
Als Doc und die anderen drängen, dass Nick das Geld an sich bringt, zahlt er ihnen je 30.000 Dollar aus der eigenen Tasche. In der Zwischenzeit hat der misstrauische Charles Nicks wahre Identität herausgefunden. Gladys will es zunächst nicht wahrhaben, doch Nick bestätigt Charles Aussagen und sagt ihr, dass er sie liebe. Toni ist nach Los Angeles gekommen. Sie glaubt, dass er Gladys wegen ihres Geldes heiraten will und erzählt Doc von ihrem Verdacht. Doc fordert von Nick 30 Prozent von Gladys Vermögen, das sich auf zwei Millionen Dollar beläuft. Nick weigert sich, woraufhin Doc Gladys entführen lässt. Pop, Al und Nick finden das Versteck an einem verlassenen Pier. Es kommt zu einer Schießerei, bei der Pop und Doc sterben. Die Polizei erscheint und nimmt den Rest der Bande fest. Nun können Gladys und Nick ihre Beziehung vertiefen.

## Hintergrund

### Produktion
Gedreht wurde vom 31. September bis Anfang November 1944 in den Warner-Studios in Burbank sowie in Hollywood (Hollywood Bowl), Los Angeles, San Juan Capistrano, Signal Hill und Malibu. Zudem wurden als Hintergrund Aufnahmen der Skyline von Manhattan genutzt.

### Stab
Max Parker und Hugh Retiker waren die Art Directors, Casey Roberts der Szenenbildner. Milo Anderson war für die Kostüme verantwortlich und William C. McGann für die Spezialeffekte.

### Besetzung
In kleinen nicht im Abspann erwähnten Nebenrollen traten Robert Arthur, John Conte, William Edmunds, Marion Martin, Virginia Patton, Cyril Ring und Grady Sutton auf.

### Musik
Musikalischer Direktor war Leo F. Forbstein, das Orchester wurde von Jerome Moross dirigiert.
Für den Film schrieben Maurice K. Jerome und Jack Scholl den Song You Again.

## Synchronisation
Die Synchronisation des Films entstand 1988 durch die Bavaria Synchron GmbH.
| Rolle            | Schauspieler         | Deutscher Synchronsprecher |
| ---------------- | -------------------- | -------------------------- |
| Nick Blake       | John Garfield        | Lutz Mackensy              |
| Gladys Halvorsen | Geraldine Fitzgerald | Heidi Treutler             |
| Pop Gruber       | Walter Brennan       | Leo Bardischewski          |
| Toni Blackburn   | Faye Emerson         | Dagmar Heller              |
| Doc Ganson       | George Coulouris     | Klaus Höhne                |
| Al Doyle         | George Tobias        | Rainer Basedow             |
| Chet King        | Robert Shayne        | Reinhard Glemnitz          |
| Charles Manning  | Richard Gaines       | Peter Fricke               |
| Page             | Richard Erdman       | Tobias Lelle               |
| Shake Thomas     | James Flavin         | Peter Thom                 |
| Windy Mathers    | Ralph Peters         | Gernot Duda                |
| Barkeeper        | Adrian Droeshout     | Peter Musäus               |
| Ben              | Ralph Dunn           | Norbert Gastell            |
| Mr. Johnson      | William Forrest      | Eberhard Mondry            |
| Ladenbesitzer    | Joel Friedkin        | Michael Habeck             |
| Tes              | Alex Havier          | Oliver Grimm               |
| Hotelmanager     | George Meader        | Til Kiwe                   |
| Art              | Allan Ray            | Michael Rüth               |

Anmerkung: Die kursiv geschriebenen Namen sind Rollen und Darsteller, die nicht im Abspann erwähnt wurden.

## Veröffentlichung
Die Premiere des Films fand am 1. November 1946 statt. In der Bundesrepublik Deutschland wurde er am 3. Oktober 1988 im deutschen Fernsehen ausgestrahlt.

## Kritiken
Der Filmkritiken-Aggregator Rotten Tomatoes hat in einer Auswertung ein Publikumsergebnis von 71 Prozent positiver Bewertungen ermittelt.
Das Lexikon des internationalen Films schrieb: „Routiniert, aber wenig aufsehenerregend inszenierter Gangsterfilm mit melodramatischen Akzenten.“
Matthias Merkelbach beschrieb den Film auf dem Portal Filmreporter als klischeehaftes und leichtgewichtiges Exempel der Schwarzen Serie und bemängelte die mehr als fragwürdige Logik des Films.
Bosley Crowther von der The New York Times befand, der Film sei zwar fachmännisch gearbeitet, die Geschichte sei aber durch ihre Wiederholungen ermüdend und uninteressant, die Dialoge klischeebeladen. Die einfache Auflösung sei unoriginell.
Das Magazin Time Out befand den Film als vorhersagbar aber gut gespielt mit einer memorablen Endszene.
Der Kritiker des TV Guide sah einen interessanten kleinen Film noir mit einem starken John Garfield. Da die Geschichte banal sei, schufen Garfield und Negulesco eine stimmungsvolle und feinsinnige Charakterstudie.